# Кошмар
Кошма́р (фр. cauchemar, від стар.-фр. caucher «давити» та mare «нічна примара»)  — неприємне сновидіння, яке може викликати відчуття страху, огиди, розпачу, тривоги або суму. Сновидіння може містити ситуації небезпеки, дискомфорту, паніки, психологічного чи фізичного терору. Як правило, після кошмару людина часто прокидається в стані страждання і може не мати змоги повернутися до сну протягом короткого періоду часу. Повторювані кошмари можуть потребувати медичної допомоги, оскільки вони можуть заважати режиму сну та викликати безсоння.
Нічні кошмари можуть мати фізичні причини, такі як сон у незручній позі або гарячка, або психологічні причини, такі як стрес або тривога. Потенційним стимулом для кошмарів може бути вживання їжі перед сном, яке викликає прискорення метаболізму в організмі та активність мозку.
Поширеність кошмарів у дітей (5–12 років) становить від 20 до 30 %, а серед дорослих — від 8 до 30 %. У звичайній мові значення кошмару поширюється як метафора на багато поганих речей, таких як погана ситуація або страшне чудовисько чи людина.

## Частота кошмарів
Вивчення сновидінь встановили, що близько 75 % емоцій під час сновидінь є негативними. Нічні кошмари травмують психіку, порушують спокій. Щоб позбутися від страхів, потрібно з'ясувати їх походження. Причини страшних снів можуть бути фізіологічними, психологічними і соціальними.
Одним з визначень «кошмару» є «сновидіння, яке спричиняє пробудження від сну і переживання негативних емоцій, наприклад страху». Таке відбувається в середньому один раз на місяць. Кошмари і їхні наслідки трапляються нечасто у дітей до 5 років, але частіше у дещо старших дітей (25 % бачать кошмари щонайменше один раз на тиждень), найчастіше у підлітків та часто у дорослих (частота знижується приблизно на третину між 25 і 55 роками).

## Етимологія
Слово кошмар походить від староанглійського mare, міфологічний демон або гоблін, який мучить інших страшними снами. Термін не має жодного зв'язку з сучасним англійським словом для кобили. Слово кошмар споріднене голландському терміну nachtmerrie і німецький Nachtmahr.
Спочатку «mare» або «nightmare» більш конкретно стосувалися сонного паралічу, при якому переживання жаху та паралічу під час сну можуть бути пов'язані з відчуттям тиску на грудях і присутністю уві сні істот, які часто зображуються як демони, іноді сидять на грудях. Ці слова також стосувалися такого «демона», якого також називали «відьмою». До 1829 року значення «кошмару» узагальнено від сонного паралічу до будь-якого поганого сну. В інших мовах слово «поганий сон» подібним чином розвинулося в сенсі від слів «сонний параліч», часто з почуттями, пов'язаними з тиском на груди. Наприклад, французьке cauchemar (перший елемент від старофранцузького chauchier «тиснути, топтати», другий пов'язаний із «примарою»); іспанська pesadilla, від pesada «вага»; або угорське lidércnyomás, від nyomás «тиск».

## Історія та фольклор
Демони-чаклуни в іранській міфології, відомі як Деви, також асоціюються зі здатністю вражати своїх жертв кошмарами. Вважалося, що морок з германського та слов'янського фольклору катається на грудях людей під час сну, викликаючи кошмари.

## Ознаки та симптоми
Ті, кому сняться кошмари, відчувають аномальну архітектуру сну. Наслідки нічних кошмарів дуже схожі на вплив безсоння. Вважається, що причиною цього є часті нічні пробудження та страх заснути. Коли сновидець пробуджується від швидкого сну через кошмар, він зазвичай може згадати кошмар у подробицях. Вони також можуть прокидатися в стані підвищеного дистресу, з прискореним серцебиттям або підвищеним потовиділенням. Симптоми кошмарного розладу включають повторювані пробудження від основного періоду сну або дрімоту з детальним пригадуванням тривалих і надзвичайно страшних снів, які зазвичай включають загрози для виживання, безпеки або самооцінки. Пробудження зазвичай відбуваються в другій половині періоду сну.

## Класифікація
Згідно з Міжнародною класифікацією розладів сну — третє видання (ICSD-3), розлади кошмарів разом із розладом поведінки у фазі швидкого сну (RBD) і рецидивуючим ізольованим паралічем сну утворюють підкатегорію парасомній, пов'язаних із фазою швидкого сну, кластера Parasomnias. Кошмари можуть бути ідіопатичними без будь-яких ознак психопатології або пов'язаними з такими розладами, як стрес, тривога, зловживання психоактивними речовинами, психіатричні захворювання або посттравматичний стресовий розлад (>80 % пацієнтів із посттравматичним стресовим розладом повідомляють про кошмари). Що стосується змісту сновидінь, то вони зазвичай відображають негативні емоції, такі як смуток, страх або гнів. Відповідно до клінічних досліджень вміст може включати погоню, травми або смерть інших, падіння, стихійні лиха чи нещасні випадки. Типові сни або сни, що повторюються, також можуть мати деякі з цих тем.

## Причина
Наукові дослідження показують, що кошмари можуть мати багато причин. У дослідженні, присвяченому дітям, вчені дійшли висновку, що кошмари прямо корелюють зі стресом у житті дітей. Діти, які пережили смерть члена сім'ї чи близького друга або знають когось із хронічними захворюваннями, частіше бачать кошмари, ніж ті, хто стикається лише зі стресом у школі чи стресом через соціальні аспекти повсякденного життя. Дослідження, що вивчає причини кошмарів, зосереджено на пацієнтах, які страждають на апное уві сні. Дослідження було проведено, щоб визначити, чи кошмари можуть бути спричинені апное уві сні або неможливістю дихати. У дев'ятнадцятому столітті автори вважали, що кошмари були спричинені недостатньою кількістю кисню, тому вважалося, що люди з апное уві сні бачать кошмари частіше, ніж ті, хто його не має. Результати насправді показали, що здорові люди бачать кошмари частіше, ніж пацієнти з апное уві сні. Ще одне дослідження підтверджує цю гіпотезу. У цьому дослідженні 48 пацієнтів (віком 20–85 років) з обструктивним захворюванням дихальних шляхів (ОАД), у тому числі 21 з астмою та 27 без астми, порівнювалися зі 149 контрольними особами відповідної статі та віку без респіраторних захворювань. Суб'єкти ОТР з астмою повідомили приблизно в 3 рази більше кошмарів, ніж контрольна група або суб'єкти ОТР без астми. Тоді еволюційна мета кошмарів могла бути механізмом пробудження людини, яка перебуває в небезпеці.
Прихильник усвідомлених сновидінь Стівен Лаберж окреслив можливу причину того, як формуються сни та чому виникають кошмари. Для Лабержа мрія починається з окремої думки чи сцени, як-от прогулянка тьмяно освітленою вулицею. Оскільки сни не визначені заздалегідь, мозок реагує на ситуацію, вигадуючи хорошу або погану думку, і звідси випливає структура сну. Якщо погані думки уві сні більш помітні, ніж хороші думки, сон може перетворитися на кошмар.

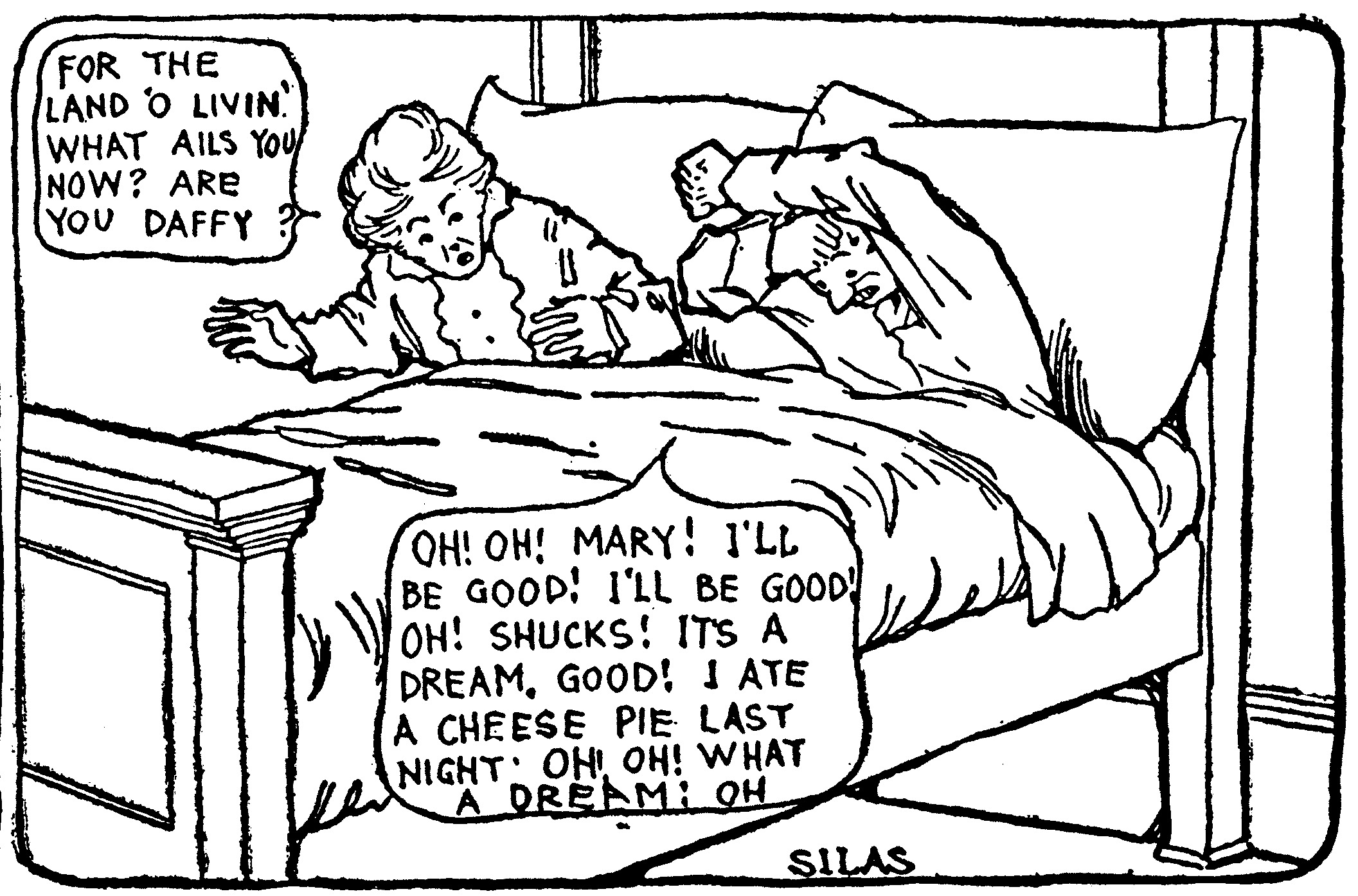
Панель із коміксу початку 20-го століття «Dream of the Rarebit Fiend», герої якого регулярно страждають від кошмарів після вживання сиру.

Існує точка зору, яка, ймовірно, викладена в оповіданні «Різдвяна пісня», згідно з якою вживання сиру перед сном може викликати кошмари, але наукових доказів цьому мало. Єдине упереджене дослідження, проведене Британською сирною радою в 2005 році, стверджувало, що споживання сиру може викликати більш яскраві сни, але це дослідження не було підтверджено достатніми дослідженнями та суперечить існуючим дослідженням, які показали, що споживання молочних продуктів пов'язане з кращою загальною якістю сну.
Важкі кошмари також можуть виникнути, коли у людини висока температура; ці кошмари часто називають гарячковими снами.
Недавні дослідження показали, що часті кошмари можуть передувати розвитку нейродегенеративних захворювань, таких як хвороба Паркінсона та деменція.

## Лікування
Зигмунд Фрейд і Карл Юнг, здається, поділяли віру в те, що люди, які часто страждають від кошмарів, можуть знову пережити якусь стресову подію з минулого. Обидві точки зору на сновидіння припускають, що терапія може забезпечити полегшення від дилеми кошмарного досвіду.
Холлідей (1987) згрупував методи лікування в чотири класи. Прямі втручання в кошмари, які поєднують сумісні методи з одного або кількох із цих класів, можуть підвищити загальну ефективність лікування:
- Аналітичні та катарсичні техніки
- Процедури зміни сюжетної лінії
- Підходи «обличчя та перемоги».
- Десенсибілізація та пов'язані з нею поведінкові методи

### Посттравматичний стресовий розлад
Кошмари, пов'язані з повторюваним посттравматичним стресовим розладом (ПТСР), у яких повторно переживаються травми, добре реагують на техніку, що називається репетицією образів. Це передбачає те, що сновидці придумують альтернативні, майстерні результати кошмарів, подумки відпрацьовують ці результати під час неспання, а потім нагадують собі перед сном, що вони бажають цих альтернативних результатів, якщо кошмари повторяться. Дослідження виявили, що ця техніка не тільки зменшує кількість кошмарів і безсоння, але й покращує інші денні симптоми ПТСР. Найпоширеніші варіації репетиційної терапії образами (IRT) «стосуються кількості сеансів, тривалості лікування та ступеня, до якого терапія впливом включена в протокол».

### Ліки
- Празозин (блокатор альфа-1) виявляється корисним для зменшення кількості кошмарів і викликаного ними стресу у людей з посттравматичним стресовим розладом.[30][31]
- Рисперидон (атиповий антипсихотик) у дозі 2 мг на день, було показано у звіті про випадки, що призводить до ремісії кошмарів у першу ніч.[31]
- Тразодон (антидепресант) показаний у звіті про випадки лікування кошмарів, пов'язаних з депресивними пацієнтами.[31]

Дослідження включали гідрокортизон, габапентин, пароксетин, тетрагідроканабінол, еззопіклон, оксибат натрію та карведилол.